# Renato Vugrinec
Renato Vugrinec (ur. 9 czerwca 1975 w Ptuju) – słoweński i macedoński piłkarz ręczny grający w Metalurgu Skopje i reprezentacji Macedonii, były reprezentant Słowenii. Reprezentował swój kraj podczas Letnich Igrzysk Olimpijskich w 2000 oraz 2004 roku.